# 사운드 포지
소니 사운드 포지(Sony Sound Forge)는 소니 크레이티브 소프트웨어의 오디오 편집 소프트웨어이다. 소니가 이 소프트웨어로 얻은 수익은 1억 8000만 달러라고 한다.
윈도우 95에서는 소니 사운드 포지 5.0 버전까지만 작동한다.